# Charles Alison
Charles Alison CB (28. November 1860) (* 1810; † 29. April 1872 in Teheran) war ein britischer Diplomat.

## Leben
Charles Alison war von 1844 bis 1857 Orientalischer Sekretär an der britischen Botschaft in Konstantinopel. Er befand sich Ende Dezember 1855 und Januar 1856 auf Sondermissionen in den Donaufürstentümern.
Von 7. April 1860 bis 29. April 1872 war er außerordentlicher Gesandter, Ministre plénipotentiaire und Konsul in Teheran. Am 13. Oktober 1860 berichtete er über den Wunsch der osmanischen Regierung eine Telegrafenleitung von Teheran nach Bagdad zu verlegen. 1866 verhandelte er mit der persischen Regierung einen Vertrag zur Errichtung einer Telegrafenleitung durch Persien nach Britisch-Indien.
Alison übergab eine Petition von Moses Montefiore mit Abschriften von Schreiben von Sidi Muhammad IV. und Abdülmecid I. in welchen diese die unparteiische Behandlung und der Schutz aller Untertanen bekundeten, an Mirza Sa'id Khan Ansari. Die Absicht war, dass Nāser ad-Din Schāh ebenfalls ein Edikt erlässt, in dem den Juden religiöse Freiheit sowie das ihrer staatlichen Unterdrückung zugesagt würde. Da von der Petition keine Notiz genommen wurde, wandte sich Alison persönlich an Naser ad-Din Schah, allerdings erfolglos. Darauf beschwerte sich Alison bei Mirza Muhammad Khan Qajar Sipahsalar (Oberbefehlshaber der Armee und Premierminister) über Mirza Sa'id Khan Ansari, der nicht mit ihm verhandele. Die britische Bevölkerung sei gemeinsam mit der zivilisierten Welt um die Juden besorgt, und so lange Persien den britischen Forderungen durch Persien nicht nachkomme, würde es als unzivilisiertes Land wahrgenommen. Der Schah bestätigte Muhammad Khan Qajar Sipahsalar schriftlich, er habe Kenntnis erhalten, dass jüdische Untertanen Gegenstand von Unterdrückung seien, dies sei gegen seine Wünsche. Er wies Sipahsallar strikt an, Juden in Zukunft gerecht und mit Freundlichkeit zu behandeln.
Im Juni 1866 wurde in Teheran bekannt, dass in Babol ein Pogrom stattgefunden hatte. Alison forderte Mirza Sa'id Khan Ansari auf, in diesem Fall zu ermitteln und sandte den Konsul von Rascht, William George Abbott nach Barforoosh, um zu ermitteln.
Nach Alisons Tod 1872 wurde sein Amt in Teheran von William Taylour Thomson übernommen.

## Veröffentlichungen
- The Church of England and its Convocation: A Letter to H. Hoare, 1859

| Vorgänger                 | Amt                                         | Nachfolger              |
| ------------------------- | ------------------------------------------- | ----------------------- |
| Henry Creswicke Rawlinson | Britischer Botschafter in Teheran 1860–1872 | William Taylour Thomson |